# Liste des ponts de Dnipro
La ville de Dnipro est située à la confluence des cours d'eau du Dniepr et de Samara.

## Ponts sur le Dniepr
| Noms                 | Visuels                            | Dates d'inauguration | Longueurs | Largeurs | Géolocalisations                   | Détails                                                          |
| -------------------- | ---------------------------------- | -------------------- | --------- | -------- | ---------------------------------- | ---------------------------------------------------------------- |
| Amour                | Pont d'Amour                       | 18 mai 1884          | 1 261 m   | 15,5 m   | 48° 29′ 13″ N, 35° 01′ 38″ E       | - Pont en treillis mixte (auto-rail) à deux étages.              |
| Merefa-Chersonèse    | Pont Merefa-Chersonèse             | 21 décembre 1932     | 1 610 m   | -        | 48° 28′ 03,86″ N, 35° 04′ 59,98″ E | Pont ferroviaire en arc.                                         |
| Central              | Pont central                       | 5 novembre 1966      | 1 478 m   | 21 m     | 48° 28′ 36″ N, 35° 03′ 23″ E       | Pont routier en béton précontraint à 2 × 3 voies de circulation. |
| Kaidatsky            | Pont Kaidatsky                     | 10 novembre 1982     | 1 732 m   | 28 m     | 48° 29′ 55″ N, 34° 57′ 57″ E       | Pont routier en béton précontraint à 2 × 3 voies de circulation. |
| Sud (uk)             | Pont sud                           | 21 décembre 2000     | 1 248 m   | 22 m     | 48° 24′ 37,44″ N, 35° 05′ 46,05″ E | Pont routier en poutre à 2 × 2 voies de circulation.             |
| L'île aux monastères | Passerelle de l'île aux monastères | 1956                 | -         | -        | 48° 27′ 54,62″ N, 35° 04′ 23,1″ E  | Passerelle piétonne en structure bow-string.                     |

## Ponts sur le Samara
| Noms        | Visuels | Dates d'inauguration | Longueurs | Largeurs | Géolocalisations                   | Détails                                    |
| ----------- | ------- | -------------------- | --------- | -------- | ---------------------------------- | ------------------------------------------ |
| Samara (uk) |         | 1957                 | 230 m     | -        | 48° 28′ 49,19″ N, 35° 09′ 13,68″ E | - Pont routier et ferroviaire.             |
| Ust-Samara  |         | 1981                 | -         | -        | 48° 27′ 21,6″ N, 35° 06′ 56,7″ E   | Pont routier à 2 × 2 voies de circulation. |